# Algarve Cup 2008
Navigation
Édition précédente Édition suivante
L'Algarve Cup 2008 est la quinzième édition de l'Algarve Cup, compétition internationale de football féminin qui se déroule chaque année dans la ville portugaise. Le tournoi, qui a eu lieu du 5 mars au 12 mars 2008, a été remportée par les États-Unis pour la sixième fois en battant comme l'année précédente le Danemark en finale.

## Format
Les douze équipes invitées sont divisées en 3 groupes. Les groupes sont identiques à ceux de l'édition précédente hormis la présence de l'Italie qui remplace la France dans le groupe B. La Pologne participe pour la première fois à cette compétition. 
Les groupes A et B sont composées des meilleurs sélections. Ainsi les premières de ces deux groupes accèdent directement à la finale alors que les seconds se disputent la troisième place de la compétition et les cinquième des groupes A et B, la cinquième place.
Les équipes du groupe C jouent pour les places 7 à 12, le premier de ce groupe affrontent alors le quatrième du groupe A pour la septième place et le second du groupe C disputent la neuvième place du tournoi au dernier du groupe B. 

## Matchs

### Groupe A
| Équipes   | Pts | Jr | V | N | D | Bp | Bc | +/- |
| --------- | --- | -- | - | - | - | -- | -- | --- |
| Danemark  | 9   | 3  | 3 | 0 | 0 | 3  | 0  | +3  |
| Allemagne | 6   | 3  | 2 | 0 | 1 | 5  | 1  | +4  |
| Suède     | 3   | 3  | 1 | 0 | 2 | 3  | 4  | −1  |
| Finlande  | 0   | 3  | 0 | 0 | 3 | 1  | 7  | −6  |

| 5 mars 2008 | Allemagne | 0–1 | Danemark     | Estádio Algarve, Faro |
|             |           |     | Pedersen 46e |                       |

| 5 mars 2008 | Finlande    | 1–3 | Suède                                    | Stade municipal, Lagos |  |
|             | Talonen 64e |     | Ljungberg 25e · Fischer 29e · Lundin 87e |                        |  |

| 7 mars 2008 | Allemagne                         | 3–0 | Finlande | Estádio Algarve, Faro |
|             | Prinz 17e 28e · Lingor 37e (pen.) |     |          |                       |

| 7 mars 2008 | Danemark    | 1–0 | Suède | Stade municipal, Lagos |
|             | Sørensen 6e |     |       |                        |

| 10 mars 2008 | Danemark     | 1–0 | Finlande | Stade municipal, Lagos |
|              | Sørensen 47e |     |          |                        |

| 10 mars 2008 | Suède | 0–2 | Allemagne                     | Stade municipal, Vila Real de Santo António |
|              |       |     | Smisek 25e · Prinz 86e (pen.) |                                             |

### Groupe B
| Équipes    | Pts | Jr | V | N | D | Bp | Bc | +/- |
| ---------- | --- | -- | - | - | - | -- | -- | --- |
| États-Unis | 9   | 3  | 3 | 0 | 0 | 10 | 0  | +10 |
| Norvège    | 6   | 3  | 2 | 0 | 1 | 7  | 7  | 0   |
| Italie     | 3   | 3  | 1 | 0 | 2 | 4  | 6  | −2  |
| Chine      | 0   | 3  | 0 | 0 | 3 | 1  | 9  | −8  |

| 5 mars 2008 | Chine | 0–4 | États-Unis                                       | Stade municipal, Albufeira |
|             |       |     | Tarpley 5e · Heath 47e · Wambach 64e · Lloyd 69e |                            |

| 5 mars 2008 | Norvège                                                                     | 4–2 | Italie                      | Restinga Stadium, Alvor |  |
|             | Thorsnes 9e · Storløkken 47e · Stangeland Horpestad 63e (pen.) · Kaurin 74e |     | Panico 34e · Gaddiadini 86e |                         |  |

| 7 mars 2008 | États-Unis                | 2–0 | Italie | Restinga Stadium, Alvor |
|             | Tarpley 5e · O'Reilly 74e |     |        |                         |

| 7 mars 2008 | Norvège                                        | 3–1 | Chine       | Stade municipal, Albufeira |  |
|             | inconnue 42e (csc) · Storløkken 64e · Wiik 90e |     | Yue Guo 62e |                            |  |

| 10 mars 2008 | Chine | 0–2 | Italie | Stade municipal, Loulé |  |
|              |       |     |        |                        |  |

| 10 mars 2008 | États-Unis                                           | 4–0 | Norvège | Restinga Stadium, Alvor |
|              | Kai 55e · Wambach 57e · O'Reilly 65e · Rodriguez 90e |     |         |                         |

### Groupe C
| Équipes  | Pts | Jr | V | N | D | Bp | Bc | +/- |
| -------- | --- | -- | - | - | - | -- | -- | --- |
| Islande  | 9   | 3  | 3 | 0 | 0 | 9  | 1  | +8  |
| Portugal | 6   | 3  | 2 | 0 | 1 | 5  | 4  | +1  |
| Irlande  | 3   | 3  | 1 | 0 | 2 | 2  | 6  | −4  |
| Pologne  | 0   | 3  | 0 | 0 | 3 | 1  | 6  | −5  |

| 5 mars 2008 | Islande                              | 2–0 | Pologne | Stade municipal, Lagos |
|             | Stefánsdóttir 58e · Viðarsdóttir 81e |     |         |                        |

| 5 mars 2008 | Portugal                     | 2–0 | Irlande | Estádio Algarve, Faro |
|             | Fernandes 86e · Vieira 90+2e |     |         |                       |

| 7 mars 2008 | Portugal                               | 3–1 | Pologne    | Estádio Algarve, Faro |  |
|             | Couto 17e · Fernandes 44e · Vieira 80e |     | Bochra 42e |                       |  |

| 7 mars 2008 | Irlande   | 1–4 | Islande                                                   | Stade municipal, Lagos |  |
|             | Grant 23e |     | Arnardóttir 7e · Viðarsdóttir 12e 40e · Gunnarsdóttir 19e |                        |  |

| 10 mars 2008 | Portugal | 0–3 | Islande                   | Stade municipal, Vila Real de Santo António |
|              |          |     | Vidars 15e 17e · Jons 69e |                                             |

| 10 mars 2008 | Pologne | 0–1 | Irlande   | Stade municipal, Lagos |
|              |         |     | Grant 35e |                        |

## Matchs de classement

### Onzième place
| 12 mars 2008 | Irlande         | 2–2 (5–6 t. a. b.) | Pologne | Arsenio Catuna Complex, Guia |  |
|              |                 |                    |         |                              |  |
|              | Tirs au but 5-6 |                    |         |                              |  |

### Neuvième place
| 12 mars 2008                                              | Chine             | 1–1 (5–4 t. a. b.)                                      | Portugal      | CD Montechoro, Albufeira |  |
|                                                           | Yan Bi 1re        |                                                         | Fernandes 34e |                          |  |
| Jie Li · Yuan Xu · Kun Wang · Ying · Yan Bi · Xiaoli Song | Tirs au but 5 – 4 | Matias · Vieira · Fernandes · Brandão · Couto · Valinho |               |                          |  |

### Septième place
| 12 mars 2008 | Finlande | 0–3 | Islande                                                | Stade municipal, Loulé |
|              |          |     | Viðarsdóttir 12e · Hönnudóttir 41e · Gunnarsdóttir 90e |                        |

### Cinquième place
| 12 mars 2008 | Suède                         | 3–0 | Italie | Stade José Arcanjo, Olhão |
|              | Öqvist 56e · Svensson 61e 80e |     |        |                           |

### Troisième place
| 12 mars 2008 | Allemagne | 0–2 | Norvège                | Stade municipal, Vila Real de Santo António |
|              |           |     | Wiik 41e · Knutsen 50e |                                             |

## Finale
| 12 mars 2008 | Danemark     | 1–2 | États-Unis            | Stade municipal, Vila Real de Santo António |                               |
|              | Sørensen 31e |     | Kai 14e · Wambach 50e | Arbitrage : Schett (Autriche)               | Arbitrage : Schett (Autriche) |

|  |  |

| Danemark :            |    |                          |  |     |
|                       |    |                          |  |     |
| GK                    | 1  | Heidi Johansen           |  |     |
| DF                    | 2  | Mia Olsen                |  | 76e |
| DF                    | 3  | Katrine Pedersen         |  |     |
| DF                    | 4  | Christina Ørntoft        |  |     |
| DF                    | 5  | Bettina Falk             |  | 76e |
| MF                    | 6  | Mariann Gajhede          |  |     |
| MF                    | 7  | Cathrine Paaske Sørensen |  |     |
| MF                    | 10 | Camilla Sand             |  | 76e |
| FW                    | 9  | Maiken Pape              |  | 54e |
| FW                    | 11 | Merete Pedersen          |  |     |
| FW                    | 13 | Johanna Rasmussen        |  |     |
| Remplacements :       |    |                          |  |     |
| MF                    | 8  | Janne Madsen             |  | 54e |
| MF                    | 12 | Line Røddik Hansen       |  | 76e |
| FW                    | 14 | Marie Herpig             |  |     |
| DF                    | 15 | Marie Bjerg              |  | 76e |
| GK                    | 16 | Tine Cederkvist          |  |     |
| DF                    | 17 | Mette Jansen             |  |     |
| MF                    | 18 | Theresa Nielsen          |  |     |
| FW                    | 19 | Sine Hovesen             |  | 76e |
| DF                    | 20 | Sanne Troelsgaard        |  |     |
| Entraîneur :          |    |                          |  |     |
| Kenneth Heiner-Møller |    |                          |  |     |

| États-Unis :    |    |                  |     |     |
|                 |    |                  |     |     |
| GK              | 18 | Hope Solo        |     |     |
| DF              | 3  | Christie Rampone |     |     |
| DF              | 14 | Stephanie Cox    | 60e | 74e |
| DF              | 15 | Kate Markgraf    |     |     |
| DF              | 17 | Lori Chalupny    |     |     |
| MF              | 5  | Lindsay Tarpley  |     | 77e |
| MF              | 9  | Heather O'Reilly |     | 46e |
| MF              | 11 | Carli Lloyd      |     | 35e |
| MF              | 12 | Leslie Osbourne  |     |     |
| FW              | 6  | Natasha Kai      |     | 81e |
| FW              | 20 | Abby Wambach     |     | 88e |
| Remplacements : |    |                  |     |     |
| DF              | 4  | Cat Whitehill    |     |     |
| MF              | 7  | Shannon Boxx     |     |     |
| MF              | 8  | Lauren Cheney    |     | 88e |
| MF              | 10 | Angie Woznuk     |     | 77e |
| MF              | 16 | Angela Hucles    |     | 35e |
| FW              | 19 | Amy Rodriguez    |     | 81e |
| DF              | 20 | Tobin Heath      |     | 46e |
| GK              | 24 | Nicole Barnhart  |     |     |
| DF              | 26 | Rachel Buehler   |     | 74e |
| Entraîneur :    |    |                  |     |     |
| Pia Sundhage    |    |                  |     |     |